# Cannabis nos Países Baixos

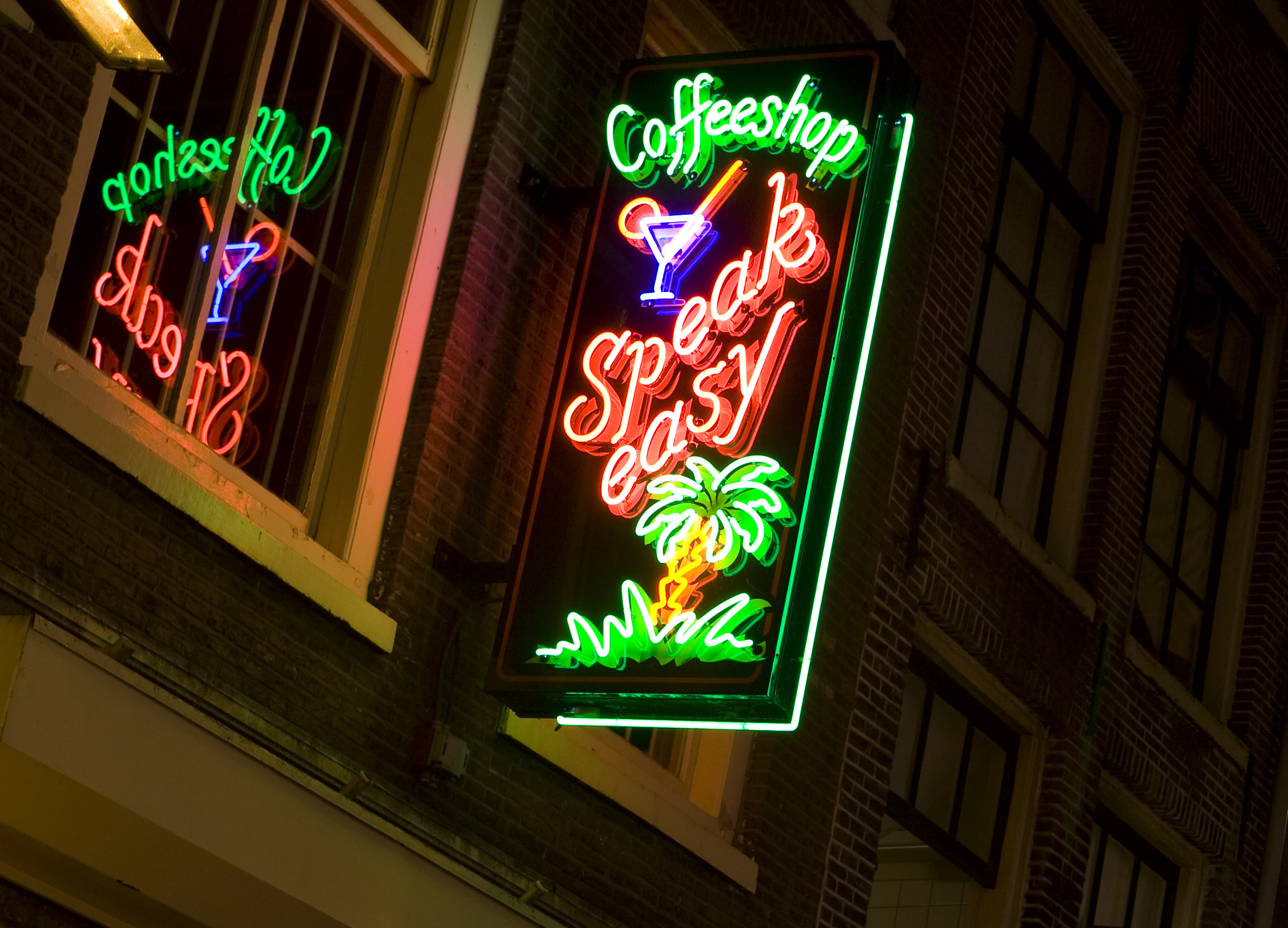
Placa de um coffeeshop de Amsterdã, nos Países Baixos.

A posse e/ou venda de maconha é tolerada em pequenas quantidades nos Países Baixos. Pode-se comprar a planta em lojas especiais (chamadas de "coffeeshops") se estiver com dezoito anos ou mais. A compra e venda de cannabis em qualquer outro lugar, é ilegal. O cultivo e a venda por atacado de maconha é igualmente "tolerada" em pequenas quantidades (as orientações são de não mais que cinco plantas em casa ou a posse de cinco gramas por adulto no máximo). As diretrizes de tolerância aparecem no apêndice da Lei do Ópio, que afirma muito claramente que cada parte da planta do cânhamo é proibida, exceto as sementes, isso por causa de acordos com muitos dos tratados internacionais que os Países Baixos assinaram. É por esta razão que a cannabis sativa não pode ser completamente legalizada no país. Assim, continua a ser ilegal, mas é "tolerada". Uma decisão judicial recente permitiu a um paciente usuário de maconha medicinal a posse de um pequeno número de plantas de cannabis, no entanto, o governo está apelando da decisão.
Em 2009, 27 cafés vendiam maconha em Roterdã, mas todos aqueles localizados a menos de 250 metros de escolas tiveram que fechar as portas. Isso é quase a metade dos coffeeshops que atualmente operam no território da cidade. Isso aconteceu devido a uma nova política de prefeito Ivo Opstelten e do conselho da cidade, como resultado do aumento do uso de drogas leves entre os alunos.
Embora o uso ao ar livre seja proibido, ele também é "tolerado" na maioria dos lugares. Desde janeiro de 2006, no entanto, certas áreas no distrito "De Baarsjes", em Amsterdã, foram declaradas oficialmente zonas livres de cannabis por causa de incômodo causado pelo usuário aos moradores das áreas. As concentrações mais altas de THC e o aumento do turismo de drogas têm desafiado a política atual e levou a uma reavaliação da atual abordagem, como uma recente tentativa fracassada do governo neerlandês em impedir que turistas pudessem comprar maconha nos coffeshops. O tráfico de drogas efetuado por migrantes ilegais também cresceu, pois como o país é membro do Mercado Comum ele não barra foragidos da justiça de países como Marrocos.